# Eduardo Kapstein
Eduardo Guillermo Kapstein Suckel (Santiago, 28 de marzo de 1914-Santiago, 13 de febrero de 1997) fue un baloncestista y arquitecto chileno. Representó a Chile en los Juegos Olímpicos de Berlín 1936 y Londres 1948. Además, integró la selección chilena campeona del Campeonato Sudamericano de Baloncesto de 1937.

## Biografía
Se inició en el Deportivo Nacional. Llegó en 1928 a la categoría cadetes, y debutó en primera división en 1932 en la posición de back. Ese mismo año acompañó al Deportivo Olea en su gira al Perú, y en 1933 logró ser seleccionado de Santiago. En 1934 debutó en la selección chilena en el Campeonato Sudamericano de Baloncesto de 1934 de Buenos Aires.
En 1936 representó a Chile en los Juegos Olímpicos de Berlín 1936, y al año siguiente integró la selección campeona invicta del Campeonato Sudamericano de Baloncesto de 1937, en lo que fue la primera vez que Chile obtuvo el título continental. Para 1941 actuaba en el YMCA de Santiago.
Junto a Manuel Vélez fueron los arquitectos del Gimnasio Nataniel, en Santiago, inaugurado en 1960.